# Coelichneumon rufiventris
Coelichneumon rufiventris är en stekelart som först beskrevs av Cameron 1903.  Coelichneumon rufiventris ingår i släktet Coelichneumon och familjen brokparasitsteklar. Inga underarter finns listade i Catalogue of Life.